# Islam au Koweït

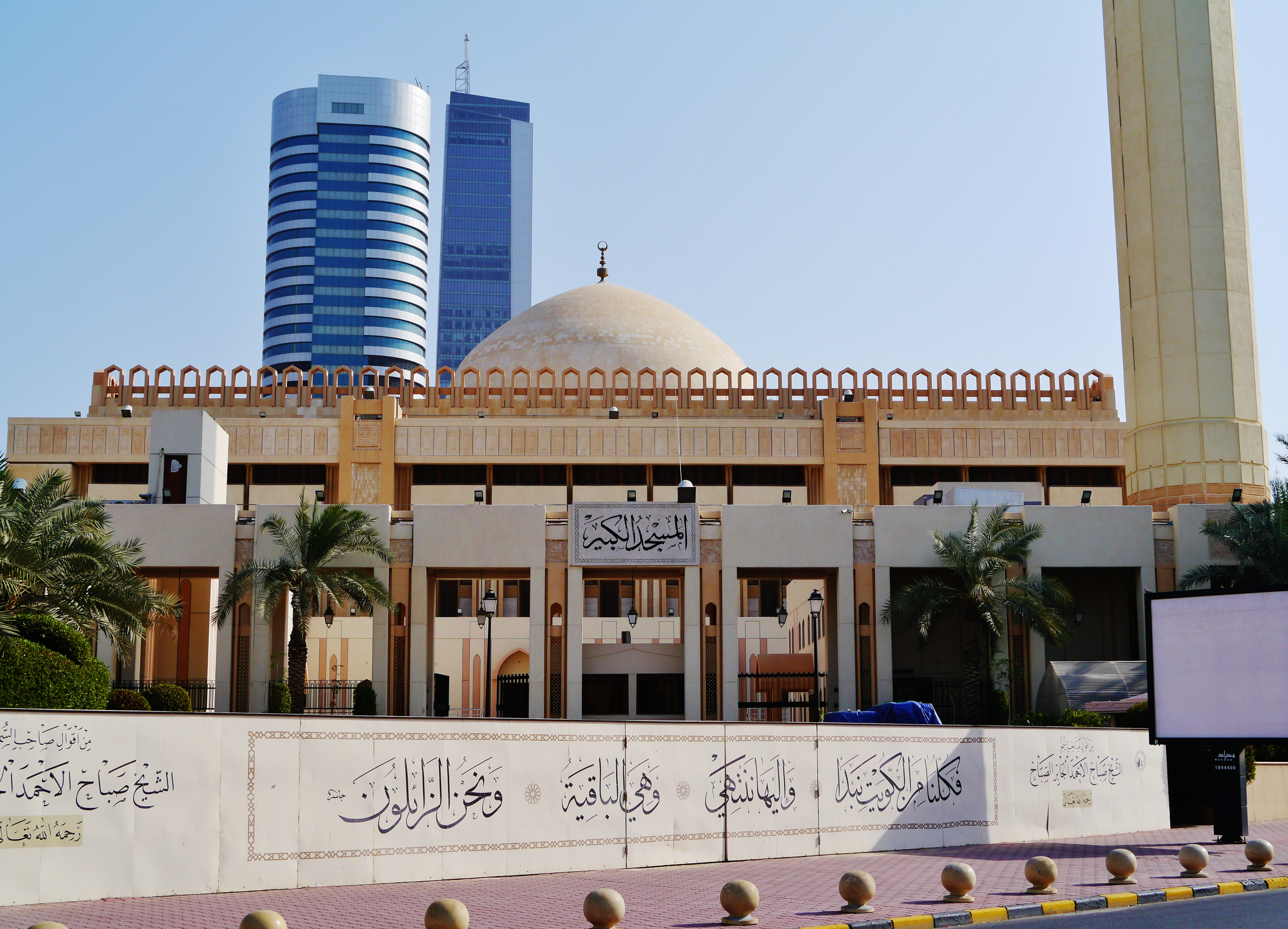
Façade nord de la Grande Mosquée du Koweït, Koweït City

Le Koweït est une monarchie constitutionnelle de religion musulmane depuis le VIIe siècle. La population koweïtienne est musulmane à 85 %, dont 60 % de sunnites, de courant malékite. Les chiites viennent surtout d'Iran. Le reste étant principalement des chrétiens des Philippines et de divers pays du Moyen-Orient.

## Population
La population koweïtienne est composée de groupes ethniques variés du fait de l'immigration. Il y a deux groupes d'autochtones au Koweït. Les arabes sont les descendants de sédentaires ruraux et ont un rang élevé dans la société. L'autre groupe d'autochtone est issu de pécheurs qui vivaient en petites communautés. Ce groupe n'a jamais reçu la pleine citoyenneté koweïtienne. Pourtant, il y a parmi les citoyens arabes des immigrants qui sont venus au début du XVIIIe siècle.
Il y a de nombreux groupes minoritaires : arabes d'autres pays, Indiens, Pakistanais, Iraniens, et avant 1991, 400 000 Palestiniens. Les Koweïtiens ethniques représentent 45 % de la population ; ils ont augmenté en proportion depuis 1991. Actuellement, le gouvernement cherche à diminuer le nombre d'étrangers pour qu'il n'atteigne que 50 % de la population.